# FC Petrocub Hîncești

Logo cũ

FC Petrocub Hîncești là một câu lạc bộ bóng đá có trụ sở ở Hîncești, Moldova. Đội bóng thi đấu tại Divizia Națională, hạng cao nhất của bóng đá Moldova. Sân nhà của đội là Sân vận động Thành phố.

## Lịch sử
1994 – thành lập với tên gọi Petroclub-Condor Sărata-Galbenă

1995 – đổi tên thành Spicul Sărata-Galbenă

1998 – đổi tên thành Petrocub-Spicul Sărata-Galbenă

2000 – đổi tên thành Petrocub-Condor Sărata-Galbenă

2001 – đổi tên thành FC Hîncești

2005 – đổi tên thành Petrocub Sărata-Galbenă

2013 – đổi tên thành Rapid-2 Petrocub

2015 – đổi tên thành Petrocub-Hîncești

## Thành tích
- Cúp bóng đá Moldova

Vô địch (1): 2019–20
- Divizia B

Vô địch (2): 2004–05, 2013–14

## Đội hình hiện tại
Tính đến ngày 4 tháng 3 năm 2021
Ghi chú: Quốc kỳ chỉ đội tuyển quốc gia được xác định rõ trong điều lệ tư cách FIFA. Các cầu thủ có thể giữ hơn một quốc tịch ngoài FIFA.
| Số | VT | Quốc gia   | Cầu thủ                      |
| -- | -- | ---------- | ---------------------------- |
| 1  | TM | Bồ Đào Nha | Mickaël Meira                |
| 2  | HV | Cameroon   | Jacques Onana                |
| 4  | HV | Moldova    | Petru Racu                   |
| 5  | HV | Moldova    | Gheorghe Brinzaniuc          |
| 7  | TV | Moldova    | Constantin Sandu             |
| 8  | TV | Moldova    | Iaser Țurcan                 |
| 9  | TĐ | Moldova    | Vladimir Ambros (đội trưởng) |
| 10 | TV | Moldova    | Alexandru Bejan              |
| 11 | TĐ | Moldova    | Sergiu Plătică               |
| 14 | TV | Moldova    | Alexandru Vlas               |
| 15 | TĐ | Nigeria    | Miracle Chinaza Nwautobo     |
| 17 | TV | Moldova    | Victor Bogaciuc              |

| Số | VT | Quốc gia | Cầu thủ             |
| -- | -- | -------- | ------------------- |
| 18 | TĐ | Moldova  | Vadim Gulceac       |
| 19 | TV | Moldova  | Mihai Plătică       |
| 20 | HV | Cameroon | Douanla Melachio    |
| 21 | HV | Moldova  | Maxim Potîrniche    |
| 22 | HV | Moldova  | Ștefan Efros        |
| 23 | HV | Moldova  | Alexandru Vacarciuc |
| 27 | HV | Moldova  | Artiom Rozgoniuc    |
| 29 | TM | Moldova  | Cristian Avram      |
| 71 | TV | Moldova  | Andrei Cojocari     |
| 84 | TV | Moldova  | Alexandru Onica     |
| 90 | HV | Moldova  | Ion Jardan          |

### Cho mượn
Ghi chú: Quốc kỳ chỉ đội tuyển quốc gia được xác định rõ trong điều lệ tư cách FIFA. Các cầu thủ có thể giữ hơn một quốc tịch ngoài FIFA.
| Số | VT | Quốc gia | Cầu thủ                          |
| -- | -- | -------- | -------------------------------- |
| —  | TM | Moldova  | Igor Mostovei (tại Codru Lozova) |

| Số | VT | Quốc gia | Cầu thủ                             |
| -- | -- | -------- | ----------------------------------- |
| —  | HV | Moldova  | Nicolae Munteanu (tại Codru Lozova) |

## Thành tích tại đấu trường châu Âu
| Mùa giải | Giải đấu                      | Vòng | Câu lạc bộ       | Sân nhà | Sân khách | Tổng tỉ số |
| -------- | ----------------------------- | ---- | ---------------- | ------- | --------- | ---------- |
| 2018–19  | UEFA Europa League            | VL1  | Osijek           | 1−1     | 1–2       | 2–3        |
| 2019–20  | UEFA Europa League            | VL1  | AEK Larnaca      | 0–1     | 0–1       | 0–2        |
| 2020–21  | UEFA Europa League            | VL1  | TSC Bačka Topola | 0–2     | —         | —          |
| 2021–22  | UEFA Europa Conference League | VL1  |                  |         |           |            |

## Mùa giải gần đây
| Mùa giải | Giải đấu          | Giải đấu | Giải đấu | Giải đấu | Giải đấu | Giải đấu | Giải đấu | Giải đấu | Giải đấu | Cúp     | Siêu cúp | Châu Âu       | Châu Âu |
| Mùa giải | Hạng đấu          | Vt       | St       | T        | H        | B        | BT       | BB       | Đ        | Cúp     | Siêu cúp | Giải đấu      | Kết quả |
| -------- | ----------------- | -------- | -------- | -------- | -------- | -------- | -------- | -------- | -------- | ------- | -------- | ------------- | ------- |
| 2013–14  | Divizia B (Nam)   | thứ 1    | 16       | 13       | 0        | 3        | 45       | 12       | 39       | –       | –        | –             | –       |
| 2014–15  | Divizia A         | thứ 2    | 22       | 13       | 6        | 3        | 55       | 21       | 45       | Vòng ba | –        | –             | –       |
| 2015–16  | Divizia Națională | thứ 8    | 27       | 6        | 3        | 18       | 21       | 53       | 21       | Vòng ba | –        | –             | –       |
| 2016–17  | Divizia Națională | thứ 6    | 30       | 8        | 10       | 12       | 31       | 38       | 34       | Bán kết | –        | –             | –       |
| 2017     | Divizia Națională | thứ 3    | 18       | 7        | 5        | 6        | 25       | 16       | 26       | Bán kết | –        | –             | –       |
| 2018     | Divizia Națională | thứ 3    | 28       | 12       | 9        | 7        | 38       | 28       | 45       | Tứ kết  | –        | Europa League | VL1     |
| 2019     | Divizia Națională | thứ 3    | 28       | 14       | 8        | 6        | 34       | 21       | 50       | Vô địch | –        | Europa League | VL1     |